# Вантух Роман Романович
Рома́н Рома́нович Ва́нтух (4 липня 1998, Львів, Україна) — український футболіст, лівий захисник луганської «Зорі».

## Життєпис

### Ранні роки
Роман Вантух народився у Львові, проте дитинство провів у селі Новосілки-Гостинні. У 10-річному віці потрапив до ДЮСШ міста Самбір. Протягом 2011—2015 років захищав кольори футбольного клубу «Львів» у чемпіонаті ДЮФЛУ. У другій половині 2014 року виступав у молодіжній першості Львівської області за юнацьку команду СКК «Демня».

### «Динамо»
Влітку 2015 року перейшов до академії київського «Динамо». За підсумками дебютного сезону в складі юнацької команди киян став чемпіоном країни та взяв участь у розіграші Юнацької ліги УЄФА 2015/16. У молодіжній команді «Динамо» дебютував 15 листопада 2015 року в поєдинку з запорізьким «Металургом». Того ж року почав залучатися до матчів юнацької збірної України.

#### Оренда в «Олімпіку»
19 лютого 2018 року віпраився в піврічну оренду до «Олімпіка». Дебютував за донецький клуб 23 лютого 2018 року в програному (1:2) виїзному поєдинку 19-о туру Прем'єр-ліги проти «Маріуполя». Роман вийшов на поле в стартовому складі, а на 78-й хвилині його замінив Віталій Балашов. Дебютним голом за донецьку команду відзначився 18 травня 2019 року на 49-й хвилині переможного (2:1) домашнього поєдинку 7-о туру Прем'єр-ліги проти одеського «Чорноморця». Вантух вийшов на поле в стартовому складі, а на 78-й хвилині його замінив Іван Сондей. Визнавався найкращим гравцем «Олімпіка» у жовтні та листопаді 2019 року. У складі донецького клубу зіграв 22 матчі та відзначився 2-а голами. При цьому була усна домовленість про продовження виступів в «Олімпіку» на правах оренди до завершення сезону 2019/20 років

#### Оренда в «Олександрії»
Ще на початку грудня 2019 року до Романа проявляв інтерес «Дніпро-1», проте далі інтересу справа не пішла. Наприкінці грудня 2019 року, по завершенні оренди в «Олімпіку», повернувся до «Динамо». 23 грудня 2019 року головний тренер «Олександрії» Володимир Шаран повідомив про домовленість з киянами про перехід Романа Вантуха, а вже наступного дня стало відомо, що гравцець перейде до команди в оренду до завершення сезону 2019/20 років. Сам гравець мотивував свій перехід наступним чином: «… коли надійшла пропозиція від Олександрії, відмовитися було важко. Все ж це перша шістка, боротьба за єврокубки, і фінансова сторона була не на останньому місці». 13 січня 2020 року про перехід було оголошено офіційно

#### Оренда в «Чорноморці»
У сезоні 2021/2022 на правах оренди грає у складі одеського «Чорноморця».

## Стиль гри
|  | У збірній він часто грає на позиції флангового півзахисника, де також грав і в молодіжній команді «Динамо». Хоча номінально Вантух є лівим захисником... |